# Společnost kreditních karet
„Společnost kreditních karet” je sociologický koncept poprvé popsán americkým sociologem Georgem Ritzerem, podle něhož je kreditní karta předmětem vyjadřujícím podstatu americké společnosti a nosičem americké kultury napříč světem. Ritzer tento koncept popsal ve své monografii Expressing America: A Critique of the Global Credit Card Society, vydané v roce 1995. Knihu sám autor označuje jako “sociologickou analýzu a kritiku role kreditních karet v současné společnosti”.

## Přínos kreditních karet
Ritzer na koncept kreditní karty pohlíží kriticky, ale připouští, že jsou v jistých aspektech pro společnost přínosné. Jde zejména o:
- praktičnost jejího užívání – transakce nejsou časově omezené, uživatel není limitován geograficky, výhoda využívání virtuálně
- lepší organizaci osobních financí – přehled výdajů, lépe přístupné informace
- zpřístupnění úvěru nižším sociálním vrstvám
- vyšší transparenci a dohledatelnost transakcí
- jedná se o relativně bezpečný prostředek k uchovávání peněz – napomáhá ke snížení penězi motivované trestné činnosti
- zvyšuje množství transakcí v ekonomice – umožňuje lidem utrácet více peněz, než ve skutečnosti vlastní, ulehčuje transakci[2]

## Rizika užívání kreditních karet

### Kreditní karty a úvěr
Prvním ze zásadních problémů spojených s celospolečenským užíváním kreditních karet je podle Ritzera fakt, že bezhotovostní způsoby transakce mají tendenci distancovat spotřebitele od transakce samotné – virtuální, “neviditelná” platba kreditní, či debetní kartou se spotřebiteli jeví méně jako útrata, než když platí hotově. Tento fenomén Ritzer nazývá “pokušení k nerozvážnosti”. Tato vlastnost bezhotovostního platebního styku se pak stává nebezpečnou zejména ve spojení s užíváním kreditních karet, protože zde navíc spotřebitel utrácí na dluh, což si často buď neuvědomuje, nebo nepřipouští.
Tato zdánlivá nerealita dluhů vzešlých z užívání kreditních karet spojená s rychlostí, kterou spotřebiteli kreditní karty dovolují utrácet, je zároveň podle Ritzera tím, co často přivádí uživatele kreditních karet do hlubokých finančních potíží.
Dále Ritzer kritizuje způsob, jak je systém kreditních karet nastaven a jakým banky své karty propagují. Často potenciální uživatele lákají na mizivé, nebo nulové počáteční sazby, a opomíjejí často až neuvěřitelně vysoké úroky účtované v případě nesplacení dluhu v bezúročné lhůtě. Zároveň také často spotřebitele nabádají k žádání o větší množství kreditních karet, než by sám potřeboval, a podílejí se tak podle Ritzera na prohlubování problému.

### Podvody spojené s kreditními kartami
Ritzer připouští, že postupný posun společnosti od hotovostních k bezhotovostním platbám má celkově pozitivní efekt na redukci “zločinných machinací” s penězi. Zároveň ale upozorňuje, že tento posun dal vzniknout úplně novým formám podvodů. Jde podle něj zejména o:
- krádeže kreditních karet (či platebních údajů) – krádeží kreditní karty lze poškozenému napáchat podstatně více škody než krádeží hotovosti
- falšování kreditních karet – existují způsoby, kterými může spotřebitel obejít kritéria pro vydání nové kreditní karty
- krádež identity – je možné zažádat o kreditní kartu ve jménu jiné osoby, žadatel pak čerpá výhody plynoucí z užívání karty, zatímco dluh se přičítá poškozenému[3]

Zároveň také poukazuje na pochybné praktiky společností vydávajících a provozujících kreditní karty. Zde jde zejména o:
- neadekvátní výše úroků a poplatků – po prvním měsíci, během nějž se k dluhu na kreditní kartě nepřičítá úrok, úroky a poplatky skokově rostou, přičemž jejich výše nezřídka přesahuje i 20 % – podle Ritzera lze takové úroky považovat za “lichvářské”

- vykořisťovatelské či netransparentní praktiky vůči spotřebiteli – Ritzer zde uvádí především zavádějící reklamní praktiky či účtování úroku neplatičům podstatně dříve, než řádným plátcům[4]

### Kreditní karty a soukromí
Dalším velkým problémem ve společnosti kreditních karet je soukromí koncových uživatelů. Sám George Ritzer ve své knize zmiňuje citát z knihy Charge It: Inside the Credit Card Conspiracy (1980), ve kterém Terry Galanoy přirovnává banky a jiné instituce k “Velkému bratrovi”, jelikož se stávají "vševidoucími, vševědoucími a jsou schopny vše kontrolovat".
Kreditní karty poskytují mnoho informací o jejich uživatelích a banky s těmito informacemi nakládají všemožně. Data jsou sbírána a uchovávána nejen o užití kreditních karet a splácení dluhů, ale také o osobních informacích. Tyto data poté banky poskytují třetím stranám nebo je prodávají dále za účelem zisku. Ve většině případů však zákazník není obeznámen s těmito manipulacemi s jeho daty, v lepším případě obeznámen je, avšak neví, jak se proti těmto praktikám bránit.
I přesto, že stále větší množství peněžních operací je prováděno stroji, také neúmyslná chybovost je stále na místě. V minulosti se stalo nespočetněkrát, že lidem se stejným jménem byl odepřen úvěr, či jiná služba kvůli tomu, že došlo k záměně identit a druhý jmenovaný neměl dostatečnou legitimitu k obdržení služby.

### Kreditní karty a mcdonaldizace
George Ritzer propojuje fenomén kreditních karet s konceptem mcdonaldizace, který sám popsal ve své dřívější publikaci The McDonaldization of Society (1993). Zde definuje mcdonaldizaci jako rozšíření Weberova konceptu racionalizace a rozděluje ji na čtyři nejdůležitější aspekty, kterými podle Ritzera disponují i kreditní karty:
- vypočitatelnost - definujícími aspekty kreditní karty jsou její limit, úroková sazba a provozní poplatky, které jsou ze své podstaty kvantifikovatelné[11]
- efektivita - kreditní karta je sama o sobě zjednodušením a zefektivněním procesu získávání či poskytování úvěru[12]
- předvídatelnost - spotřebitel může podle Ritzera jak při zařizování, tak při užívání kreditní karty očekávat stejnou úroveň služeb[13]

- substituce lidského faktoru za technologii - transakce kreditní kartou se odehrává převážně v digitálním prostoru, lidský faktor má minimální vliv[14]